# 侯應龍
侯應龍（？—1650年2月10日（永曆四年正月甲子）），字寅生，淮安府山陽縣人，南明軍事人物。

## 生平
侯應龍是一名總兵，南京失守後入山聯合張福寰，與張圖容、楊國士聚眾萬多人屯駐麻埠，掛義勝將軍印；他們未能攻下霍山，退後收復舒城和潛山，自劉家園攻取獅子寨及南關，於管家渡駐紮。不久軍隊轉至將軍寨，和應壽州吳邦畿、池州曹大鎬兵馬。永曆四年（1650年）正月，清兵攻陷將軍寨，侯應龍騎馬出走，用頭髮作弓弦，發下剩餘幾箭，之後在水潭扔掉官印，被擒殺。水潭淤塞，現在名為「落印潭」。

## 引用
1. 1 2  錢海岳《南明史·卷三·本紀第三》：（永曆四年正月）甲子，……將軍寨陷，義勝將軍侯應龍死之。
2. 1 2  錢海岳《南明史·卷六十一·列傳第三十七》：（侯）應龍，字寅生，淮安山陽人。總兵。南京亡，入山結（張）福寰，與張圖容、楊國士聚眾萬餘人，屯麻埠，挂義勝將軍印。攻霍山不克，退復舒城、潛山。已自劉家園出攻獅子寨及南關，拔之，營於管家渡。
3. ↑  錢海岳《南明史·卷六十一·列傳第三十七》：又移劄將軍寨，與壽州吳邦畿、池州曹大鎬師相應。四年正月，清兵會攻，寨陷，躍馬出，仰天截髮為弦，發賸矢。投印河潭，被執死。潭淤，今猶名落印潭云。